# Logia Paz y Perfecta Unión
Logia Paz y Perfecta Unión, fundada en 1817, se supone que fue la primera logia simbólica masónica establecida en territorio del Perú que era, en aquel entonces, aún colonia española. Fue en sus inicios una logia Lautarina, organizada a mediados de 1816-1817, lo cual consta en documentos que actualmente se guardan en el museo de la Gran Logia de los Antiguos Libres y Aceptados Masones de la República del Perú.

## Antecedentes
Según cuenta una versión, por una necesidad de secretismo inherente a las logias lautarinas fue que la "Logia de Lima", después "Logia Lautarina de Lima", paralelamente se hace llamar con su palabra de reconocimiento "Paz y Perfecta Unión", para encubrir a sus integrantes y confundir a sus detractores de la Inquisición, lo que quedaría en la historia hasta nuestros días.

## Historia
En mayo de 1816 zarpa del puerto de Cádiz, España,una flota compuesta por la fragata Venganza, los buques de comercio Aurora Vélez y Mejicano. 
En la fragata Venganza, al mando del comandante de la fragata don Jerónimo Valdéz, viajaban destacados miembros del ejército español, destinados a servir en América del Sur; entre ellos nueve eran francmasones de diversas logias, quienes fundaron a bordo la "Logia Central La Paz Americana del Sur".
Pertenecientes al Partido Liberal, perseguidos por el rey Fernando VII, tienen el ideal de formar una nueva patria en América. Arriban al puerto de Arica (en aquel entonces perteneciente al Virreinato del Perú) el 7 de septiembre de 1816 y se instalan definitivamente en Lima a comienzos de 1817. 
Adaptan la estructura de las logias lautarinas constituidas en Europa y Argentina, por las circunstancias especiales que vivía el Perú virreinal, con el objetivo inmediato de apoyar y mantener contacto permanente con la corriente libertadora del Sur.
A su llegada a Lima, entre 1820 y 1821,  fue reconocida por el Libertador José de San Martín como la primera Logia organizada en suelo peruano. Después de ser dirigida por don José de la Riva-Agüero y Sánchez Boquete.
Al año siguiente se constituyó  "Orden y Libertad" N.º 2, bajo la conducción del prócer José Faustino Sánchez Carrión, y en el subsiguiente Virtud y Unión N.º 3. Estas tres logias continúan trabajando lozanamente en la actualidad, manteniendo los números que al regularizarse o instalarse regularmente les correspondiera con arreglo a su antigüedad. En los años siguientes se formaron otras logias, hasta llegar a ser, a mayo de 2016, 206 logias, bajo la jurisdicción de la Muy Respetable Gran Logia de AA.:.LL.:.y AA.:. Masones de la República del Perú.
Desde sus inicios, "Paz y Perfecta Unión Nº 1" estuvo en la jurisdicción del Supremo Consejo Grado 33, y desde 1928 bajo los auspicios de la Muy Respetable Gran Logia de Antiguos Libres y Aceptados Masones de la República del Perú.
En el año 2017 celebró su bicentenario, organizando la ceremonia solemne del 196° aniversario patrio y el día de la masonería peruana. Todo ello como integrante de la Gran Logia del Perú.